# Bruno Pires
Bruno Manuel Pires Silva (født 15. maj 1981 i Redondo) er en portugisisk tidligere professionel cykelrytter, der fra 2012 til 2015 kørte for det danske World Tour-hold Team Saxo Bank.
Han fik sin første professionelle kontrakt i 2003, da han blev tilknyttet det portugisiske hold ASC-Vila do Conde. Indtil 2011 kørte han for forskellige hold i hjemlandet, indtil han skiftede til Team Leopard-Trek fra Luxembourg. 